# 宋𣏌
宋𣏌（？—？），字若木，順天府大興縣人，清初政治人物。

## 生平
順治二年（1645年）舉乙酉科順天府鄉試，順治三年（1646年）聯登丙戌科進士。選庶吉士，散館授任弘文院檢討，官至陝西潼商道。